# Emarginatodiplosis liberum
Emarginatodiplosis liberum är en tvåvingeart som beskrevs av Fedotova 2003. Emarginatodiplosis liberum ingår i släktet Emarginatodiplosis och familjen gallmyggor. Inga underarter finns listade i Catalogue of Life.